# سالم بهوان
سالم بهوان (توفي 11 مارس 2017)، ممثل عُماني. من أبرز ممثلين الدراما المسرحية والتلفزيونية في سلطنة عمان ويعتبر ايضًا من مؤسسي الدراما العُمانية. توفي في أثر أزمة قلبية مفاجئة.

## أعماله
له أكثر من 30 مسلسل تلفزيوني وحوالي 30 مسرحية و4 أفلام سينمائية، أول ممثل خليجي يحصل على وسام من مصر عن دوره في مسلسل إنسان من زمن المستحيل، مكتشف كثير من المواهب في السلطنة ان كان على نطاق التلفزيون أوالسينماء.يعتبر ممثل من نوع خاص للعمانيين بتنوع أعماله، من عائله ثريه وكريمه من ولاية صور في الشرقية وله كثير من أعمال الخير والمساعدات في البلاد.نادر في الظهور الإعلامي لكن موجود بقوه ويطلق عليه شيخ الممثلين بحكم ان والده شيخ في قبيلته.أول منتج ومخرج وبطل لفيلم عماني يعرض في الطيران العماني وطيران الاتحاد الإماراتي.

### من المسلسلات
- جمعة في مهب الريح.
- آخر العنقود.
- غصات الحنين.
- الغريقة.
- ود الذيب (جزئين).
- الاتجاهات الاربعه.
- قراه في دفتر منسي.
- إنسان من الزمن المستحيل.
- مسلسل عايش زمانة

### من المسرحيات
- شيخ الحارة.
- الكره خارج الملعب.
- بيت الدميه.
- 24 ساعه.
- المشكاك.
- الصناره.

## وصلات خارجية
- سالم بهوان على موقع قاعدة بيانات الأفلام العربية